# 特雷爾克里克 (印地安納州)
特雷爾克里克（英語：Trail Creek）是一個位於美國印地安納州拉波特縣的城鎮。

## 人口
根據2010年美國人口普查的數據，特雷爾克里克的面積為3.15平方千米，當中陸地面積為3.15平方千米，而水域面積為0.00平方千米。當地共有人口2052人，而人口密度為每平方千米651人。